# Kumajny
Kumajny (deutsch Komainen) und Kumasy (deutsch Komainen, Forst) sind Orte in der polnischen Woiwodschaft Ermland-Masuren. Sie gehören zur Stadt-und-Land-Gemeinde Orneta (Wormditt) im Powiat Lidzbarski (Kreis Heilsberg).

## Geographische Lage
Das Dorf Kumajny liegt im Nordwesten der Woiwodschaft Ermland-Masuren, 34 Kilometer südöstlich der ehemaligen Kreisstadt Braunsberg (heute polnisch Braniewo) bzw. 27 Kilometer nordwestlich der heutigen Kreismetropole Lidzbark Warmiński (Heilsberg) im Powiat Lidzbarski (Kreis Heilsberg).
Die Leśniczówka Kumasy (Försterei Komainen) befindet sich etwa zwei Kilometer südlich des Dorfs.

## Geschichte

### Kumajny (Komainen)
Der vor 1785 Komeinen, vor 1820 Comainen und danach Komainen genannte Ort bestand aus mehreren großen Höfen. Im Jahre 1874 wurde die Komainen als eine Landgemeinde in den neu geschaffenen Amtsbezirk Heinrikau (polnisch Henrykowo) im ostpreußischen Kreis Braunsberg, Regierungsbezirk Königsberg, aufgenommen. Im Jahre 1910 zählte das Dorf 177 Einwohner.
1929 vergrößerte sich das Dorf um den Nachbargutsbezirk Komainen, Forst  (polnisch Kumasy), der eingemeindet wurde. Die Gesamteinwohnerzahl von Komainen belief sich 1933 auf 178 und 1939 auf 161.
Nach der Abtretung des gesamten südlichen Ostpreußen in Kriegsfolge 1945 an Polen erhielt Komainen die polnische Namensform „Kumajny“. Heute liegt das Dorf nicht mehr im Kreisgebiet Braunsberg, sondern im Bereich des Powiat Lidzbarski (Kreis Heilsberg), und es gehört zum Verbund der Gmina Orneta (Stadt-und-Land-Gemeinde Wormditt), von 1975 bis 1998 der Woiwodschaft Elbląg, seither der Woiwodschaft Ermland-Masuren zugehörig. Das Dorf Kumajny zählte im Jahre 2021 73 Einwohner.

### Kumasy (Komainen, Forst)
Im Jahre 1874 wurde auch die, später zum Staatsforst Wormditt (polnisch Orneta) gehörende Siedlung Komainen, Forst, nun aber als ein Gutsbezirk in den Amtsbezirk Heinrikau im Kreis Braunsberg eingegliedert. Im Jahre 1908 wurde es als zum Gutsbezirk Wormditt, Oberförsterei, aufgeführt. 1929verlor Komainen, Forst, seine Eigenständigkeit und kam zur Landgemeinde Komainen.
Nach 1945 wurde Komainen polnisch und erhielt die Namensform „Kumasy“. Der Forstort wurde jetzt polnisch „Leśniczówka“ genannt, aber regulär kaum noch erwähnt. Scheinbar ist er im Nachbarort Kumajny aufgegangen und gilt jetzt offiziell als untergegangen. Die Ortsstelle gehört zur Gmina Orneta im Powiat Lidzbarski.

## Religion
Dorf und Forst Komainen waren bis 1945 in die römisch-katholische Pfarrei Heinrikau (polnisch Henrykowo) im damaligen Bistum Ermland eingegliedert. Kumajny gehört noch heute zur Pfarrei in Henrykowo, die nun dem Erzbistum Ermland zugehört.
Bis 1945 waren beide Komainen-Orte auch in die evangelische Kirche Wormditt in der Kirchenprovinz Ostpreußen der Kirche der Altpreußischen Union eingepfarrt. Kumajny gehört heute zur Diözese Masuren der Evangelisch-Augsburgischen Kirche in Polen.

## Verkehr
Kumajny und die Ortsstelle von Kumasy liegen beide östlich der Woiwodschaftsstraße 507 (hier im Abschnitt der einstigen deutschen Reichsstraße 126) und sind von Henrykowo (Heinrikau) bzw. von Nowy Dwór (Neuhof) aus zu erreichen.
Henrykowo und Nowy Dwór sind außerdem die nächsten Bahnstationen an der polnischen Staatsbahn-Linie 221 von Olsztyn nach Braniewo.